# A Date with Judy
 A Date with Judy és una pel·lícula musical americana de Richard Thorpe estrenada el 1948.

## Argument
A Santa Barbara (Califòrnia), Judy Foster (Jane Powell) i Carol Pringle (Elizabeth Taylor), totes dues alumnes d'institut, coneixen Stephen (Robert Stack) més gran que elles, i cauen sota el seu encant. Judy deixa llavors Oogie (Scotty Beckett), el germà de Carol i pensa ja en un futur matrimoni amb Stephen. Però és Carol qui sembla agradar a Stephen.
Al mateix temps, Judy (de la qual Carol enveja la família unida i calorosa) sospita que el seu pare (Wallace Beery) de tenir una relació amb la Sra. Foster (Selena Royle).

## Repartiment
- Wallace Beery: Melvin R. Foster
- Jane Powell: Judy Foster
- Elizabeth Taylor: Carol Pringle
- Carmen Miranda: Rosita Cochellas
- Xavier Cugat: Ell mateix
- Robert Stack: Stephen Andrews
- Scotty Beckett: Ogden 'Oogie' Pringle
- Selena Royle: Sra. Foster
- Leon Ames: Lucien T. Pringle
- Clinton Sundberg: Jameson
- George Cleveland: Gramps
- Lloyd Corrigan: Pop Scully
- Jerry Hunter: Randolph Foster
- Jean McLaren: Mitzie